# إنتغرين
الإنتغرين integrin أو مستقبلات الإنتغرين integrin receptor، هي عبارة بروتينات غشائية مدمجة في الغشاء البلاسمي للخلايا الحية. يلعب الإنتغرين دورا أساسيا في ارتباط الخلايا ببعضها وبالنسيج الخلالي الخارج خلوي extracellular matrix (خاصة في الدليل المحوري لمخروط النمو) وأيضا في التحاس signal transduction من بالنسيج الخلالي خارج-خلوي إلى الخلية الحية.
توجد أنواع مختلفة من الانتغرينات والعديد من الخلايا تملك أنماطا مختلفة منها على سطوحها الخلوية، حيث تعد ذات دور حيوي أساسي بالنسبة لمعظم الأحياء من الإسفنجيات إلى الإنسان.
الطفرات Mutations في التشفير الجيني للإنتغرين يمكن أن يحدث في أنواع معينة من السرطانات, مثل سرطان الثدي. ففشل الإنتغرين في تثبيت الخلايا إلى المطرس خارج-الخلوي يلعب دورا في انتقال السرطان ضمن عدة أنواع منه.
أنواع أخرى من البروتينات يمكن أن تلعب دورا مهما في تآثرات خلية-خلية/خلية/مطرس والاتصال بين الكادهيرينات، إن-سي-أي-إم، والسيليكتينات.

## نقل الإشارة
الانتغرين يلعب دورا مهما في التأشير الخلوي cell signaling. فالاتصال بين جزيئات (النسيج الخلالي خارج-الخلوي) يمكن ان يحدث إشارة يمكن أن تنقل إلى الخلية عبر كينازات بروتينية متصلة بالنهاية الداخل-خلوية لجزيئات الإنتغرين.
الإشارات التي تستقبلها الخلايا عن طريق الإنتغرين تلعب دورا في :
- نمو الخلايا cell growth
- انقسام الخلايا cell division
- بقيا الخلايا cell survival
- التمايز الخلوي cellular differentiation
- موت الخلية المبرمج (programmed cell death.

## إنتغريناتالحيوانات الفقارية
القائمة التالية هي للإنتغرينات التي تم إيجادها في الفقاريات:
| الاسم  | تسميات أخرى        | التوزيع                                                  | الربيطات                                                 |
| α1β1   |                    | العديد                                                   | كولاجينات, لامينينات.                                    |
| α2β1   |                    | العديد                                                   | كولاجينات، لامينينات                                     |
| α4β1   | VLA-4              | تكون الدم cells                                          | فيبرونيكتين, VCAM-1                                      |
| α5β1   | مستقبل فيبرونيكتين | متوزعة بكثرة                                             | فيبرونيكتين وبروتينازات                                  |
| α6β1   | مستقبل لامينين     | متوزعة بكثرة                                             | نسيج خارج الخلية لامينينات                               |
| αLβ2   | LFA-1              | خلية تائيةs                                              | الجزيء اللاصق بين الخلايا-1, ICAM-2                      |
| αMβ2   | Mac-1, CR3         | خلية وحيدة                                               | بروتينات المصل, ICAM-1                                   |
| αIIbβ3 |                    | صفيحات دموية                                             | فيبرينوجين، فيبرونيكتين                                  |
| αVβ3   | مستقبل فيترونيكتين | activated endothelial cells, melanoma, glioblastoma      | vitronectin, fibronectin, fibrinogen, osteopontin, Cyr61 |
| αVβ5   |                    | متوزعة بكثرة، خصوصاً في الأرومة الليفية, الخلايا الظهارية | فيترونيكتين and adenovirus                               |
| αVβ6   |                    | سرطانات الكبد والرئة                                     | فيبرونيكتين; TGFβ1+3                                     |
| α6β4   |                    | خلايا إبيثيلية                                           | لامينين                                                  |

إنتغرينات بيتا1 ترتبط بالعديد من سلاسل الإنتغرين ألفا.